# 불의 십자단
불의 십자단(프랑스어: Croix-de-Feu 크루아드푀[kʁwa də fø][*])은 반공주의와 로마 가톨릭주의를 내세운 프랑스의 극우 정치단체이다. 이들은 프랑스 제3공화국을 위협하는 가장 강력한 세력으로 필리프 페탱 원수의 국민혁명(Révolution nationale)과 르펜의 국민전선의 선구자로 여겨진다.

## 개요
1927년 모리스 다르투아 Maurice d'Hartoy (1892, Berneville – 1981)에 의해 설립된 재향군인들이 조직한 우익단체다. 지도자는 프랑수아 드 라 로크 (Colonel François de la Rocque 1885년~1946년)였으며,‘횃불’이라는 뜻의 기관지 <프랑보(Le Flammbeau)>를 발행했다. 1934년 2월 폭동을 일으키고 보통선거 반대, 의회주의 배격 등을 주장했다. 불의 십자단은 가톨릭 정치 및 사상에 입각한 도덕적 정신적 부활을 내세우며 정치 분야를 비롯한 사회 전 영역에서 권위의 확립을 요구하였다. 이들은 소련과 코민테른 그리고 프랑스 공산당에 반대하는 노골적인 반공주의자였고, 사회의 분열을 막지 못한 기존 엘리트의 부패와 무능을 비판하였다. 불의 십자단은 재향군인 이외의 일반인에게도 조직 문호를 개방하고 불의 십자단의 아들과 딸, 프랑스 사회운동, 기동돌격대, 국민의용대 등 다양한 하부 집단을 만들었다.
또한 같은 가톨릭적, 민족주의적 성향의 보수정당이었던 '공화주의 연맹(La Fédération Républicaine)'역시 '불의 십자단'에 관심을 갖고 연합을 시도하였다. 1936년 인민전선 정부 하에서 불의 십자단이 불법 집단으로 지목되어 강제 해산될 위기에 처하자 라 로크는 불의 십자단을 프랑스 사회당(PSF)으로 개칭하고 의회 체제를 수용하는 공식 정당으로 만들어 간신히 해산을 피했다.
한 역사가의 추산에 다르면 이 조직의 회원수는 1936년에 약 45만명의 회원을 보유하고 있었으며 같은해 11월에 60만명으로 증가하였다. 그리고 1년 뒤에는 약 70만에서 120만명의 회원을 확보하였다.

## 이념
당수인 프랑수아 드 라 로크는 프랑스 사회당(PSF)의 알자스와 알제리 지방 조직에서 반유태주의가 표명되는 것을 용인하였다. 이들의 본질은 이데올로기적 측면에서 가톨릭적인 민족주의자이며, 실천의 면에서는 보나파르트주의보다 우편향적 갈래인 민족적 케사르주의에 해당한다.
이들은 반공주의, 가톨릭주의, 우익 정치, 전통에 대한 강조, 권위주의를 내세웠다.

## 성격
불의 십자단의 성격은 1934년 <프랑보>지의 한 기사에서 라로크가 다음과 같이 요약한 바 있다.
"우리는 전통에 대한 숭배와 역동성에 대한 숭배를 우리 속에서 결합시킨다. 그러므로 이러한 우리의 속성 또는 특성은 우파에도 좌파에도 귀속되지 않는다."
또 전통에 대한 보수적 존중과 변화를 도모하는 급진적 역동성을 결합하여 히틀러나 뭇솔리니 또는 교황과 같은 강력한 지도자의 영도 아래 각 사회 계급이 저마다의 임무를 충실히 수행하는 유기체적이며 조화된 민족공동체를 구성하려는 것이 라로크의 일관된 목표였다.